# Chloe David
Chloe David (* 3. Juni 2005) ist eine vanuatische Leichtathletin, die sich auf den Sprint spezialisiert hat.

## Sportliche Laufbahn
Erste Erfahrungen bei internationalen Meisterschaften sammelte Chloe David im Jahr 2022, als sie bei den U18-Ozeanienmeisterschaften in Mackay in 12,81 s den fünften Platz im 100-Meter-Lauf belegte und über 200 Meter mit 26,52 s ebenfalls auf Rang fünf gelangte. Anschließend startete sie über beide Distanzen bei den Commonwealth Games in Birmingham und schied dort mit 12,60 s und 26,75 s jeweils in der ersten Runde aus. Im Jahr darauf startete sie dank einer Wildcard über 100 Meter bei den Weltmeisterschaften in Budapest und schied dort mit 12,88 s in der ersten Runde aus. 2024 schied sie bei den Ozeanienmeisterschaften in Suva mit 12,84 s im Halbfinale über 200 Meter aus und schied auch über 200 Meter mit 26,64 s im Semifinale aus. Zudem gewann sie mit der 4-mal-400-Meter-Staffel in 4:16,99 min die Silbermedaille hinter dem Team aus Papua-Neuguinea und belegte mit der Mixed-Staffel in 4:00,04 min den fünften Platz. Mit der 4-mal-100-Meter-Staffel wurde sie in 49,46 s Vierte. Anschließend startete sie dank einer Wildcard über 100 Meter bei den Olympischen Sommerspielen in Paris und schied dort mit 12,44 s in der Vorausscheidungsrunde aus.

## Persönliche Bestleistungen
- 100 Meter: 12,44 s (+1,1 m/s), 2. August 2024 in Paris (vanuatuischer U20-Rekord)
- 200 Meter: 26,52 s (+1,6 m/s), 8. Juni 2022 in Mackay